# 迁滦卢联合办事处
迁滦卢联合办事处，冀东抗日根据地设。
1940年由河北省迁安县、滦县、卢龙县三县析置（县级）。以三县首字为名。1942年撤销。 